# 誓い (CHIKAI)
『誓い (CHIKAI)』（ちかい）は、韓国の5人組男性アイドルグループTOMORROW X TOGETHERの日本での4枚目のシングル。2024年7月3日にVirgin Musicよりリリースされた。

## 背景
同年4月1日に韓国でリリースされた『minisode 3: TOMORROW』の収録曲「Deja Vu」の日本語バージョンと、新曲「ひとつの誓い (We'll Never Change)」「きっとずっと (Kitto Zutto)」の3曲が収録されている。

## 音楽性

### ひとつの誓い (We'll Never Change)
「ひとつの誓い (We'll Never Change)」は、「僕たちはお互いに違うし変わっていくが、『永遠に一緒にいる』ということだけは変わらないようにしよう」という誓いが込められた楽曲で、これはMOA（ファン）との誓いでもあるという。

### きっとずっと (Kitto Zutto)
「きっとずっと (Kitto Zutto)」は、大切な君との永遠の絆と、どんなときもずっとそばにいる決意を歌ったJ-ROCKスタイルのアップテンポな楽曲。同曲の制作にはヒュニンカイが参加している。

## プロモーション
4月28日にリリースが発表され、30日に予約受付が開始された。
7月1日、収録曲「ひとつの誓い (We’ll Never Change)」が日本テレビ系『DayDay.』の7月エンディングテーマに決定した。
7月2日から7月7日の6日間、全国のタワーレコードとHMVでラッキードローイベントが開催された。
7月3日より、リリースを記念したデジタルキャンペーンを実施。iTunesダウンロードキャンペーン、Apple Music再生キャンペーン、Spotify On Tour：プレイリストシェアキャンペーンの3つが行われた。
7月4日、六本木ヒルズアリーナで発売記念ショーケースが開催された。
7月4日から7月10日まで、西武新宿駅前のユニカビジョンで「ひとつの誓い (We’ll Never Change)」「Deja Vu」「Chasing That Feeling」「Sugar Rush Ride [Japanese Ver.]」「Good Boy Gone Bad [Japanese Ver.]」のミュージックビデオが放映された。

## チャート
オリコンによると初週35.9万枚を売り上げ、7月15日付の「オリコン週間シングルランキング」で初登場1位を獲得した。シングルでは自身初の1位となった。また、前作『GOOD BOY GONE BAD』に続き、2作連続となる初週売上30万枚超えを記録した。さらに、4月1日付のZEROBASEONE「ゆらゆら -運命の花-」の30.2万枚を上回り、海外アーティストの2024年度最高初週売上となった。
Billboard JAPANによると初週461,591枚を売り上げ、7月10日付の「Top Singles Sales」で1位を獲得した。
日本レコード協会によると出荷枚数75万枚以上を記録し、2024年9月度ゴールドディスク「トリプル・プラチナ」が認定された。

## 収録曲
| #         | タイトル                                                                            | 作詞・作曲 | 編曲      | プロデューサー | 時間 |
| --------- | ----------------------------------------------------------------------------------- | --- | --------- | -------------- | ---- |
| 1.        | 「ひとつの誓い (We'll Never Change)」(日本テレビ系『DayDay.』7月エンディングテーマ) | Slow Rabbit, 'Hitman' Bang, 大橋ちっぽけ, Jordan Shaw, Steven Lee, SQVARE, Soma Genda, Maiz                                                          |           |                | 2:58 |
| 2.        | 「Deja Vu (Japanese Ver.)」                                                         | 'Hitman' Bang, Slow Rabbit,martin, Supreme Boi, Ryan Lawrie, Moa "Cazzi Opeia" Carlebecker, Ellen Berg, JAMES, SCORE (13), Megatone (13), 岡嶋かな多 |           |                | 2:55 |
| 3.        | 「きっとずっと (Kitto Zutto)」                                                      | 杉山勝彦, Maiz, HUENINGKAI, Slow Rabbit, 'Hitman' Bang                                                                                               |           |                | 2:52 |
| 合計時間: | 合計時間:                                                                           | 合計時間: | 合計時間: | 合計時間:      | 8:45 |